# Zbigniew Piątek
Zbigniew Piątek (Kielce, Polonia, 1 de mayo de 1966) es un ciclista polaco retirado. Fue profesional de 1994 a 2005 donde su mejor resultado fue la consecución del Tour de Polonia, carrera amateur, en 1987.

## Palmarés
| 1987 (como amateur) - Tour de Polonia 1989 (como amateur) - Tour de Malopolska 1990 (como amateur) - 1 etapa de la Vuelta a la Baja Sajonia 1992 (como amateur) - 3º en el Campeonato de Polonia en Ruta 1993 (como amateur) - Giro del Lago Maggiore 1997 - GP Buchholz 1998 - Tour de Malopolska | 2000 - 2.º en el Campeonato de Polonia en Ruta 2001 - Tour de Malopolska, más 1 etapa - 1 etapa del Herald Sun Tour - 2.º en el Campeonato de Polonia en Ruta 2002 - 1 etapa del Giro del Capo 2003 - Tour de Bohemia, más 1 etapa - Pomorski Klasyk - 2.º en el Campeonato de Polonia en Ruta 2005 - Szlakiem Grodów Piastowskich, más 1 etapa |